# キリスト教福音浸礼会
キリスト教福音浸礼会（キリストきょうふくいんしんれいかい、朝鮮語: 기독교복음침례회）は、権新燦が1981年11月21日に設立した似非キリスト教（カルト）。韓国の主要教団から異端カルトと認定されている「救援派（クオンパ）」３つのグループのうちの１つである。同教団の代表であった兪炳彦は未曾有の大惨事となった韓国の沈没事故を起こした旅客船セウォル号の実質的オーナーであったことから、同教団の名が日本でも広く知られるようになった。

## 概要
- 1960年代に神の言葉で救われた権新燦（コンシンチャン；元は長老派の牧師）牧師と兪炳彦（ユビョンオン；後に権新燦牧師の婿になる）青年が意気投合し伝道を始めたのが始まりだった。その当時、一般的なキリスト教会での信仰は個人の努力によって少しずつ義人（道徳的な観点での善人）に成長していく、個人信仰中心的なものだったのに対し、彼らは、個人の努力ではなく、神の言葉を信じる信仰により永遠の命を一気にもらう救いの福音を伝えたので、多くの反響を引き起こした。その後、彼らの影響も大きく、現在の韓国では当たり前のように広がっているが、その当時としては新しい信仰の流れで、聖書の御言葉を信じる人は聖霊による救いの福音が即時与えられる新しい聖書の信仰を伝える事で、人々が大勢集まり成長し始めた。その布教の活動でよく使われた質問が‘あなたは救われましたか？‘というものだった。はなはだしくは、救いをもらった信者が自分の教会に帰って牧師さんにまでその質問をする場合もあったのだ。それで、後には世間から、彼らを‘救援派（グウォンパ）；救いを伝える派‘とも呼ぶようになったのだ。また、‘あなたはいつ救われましたか?‘とも質問していたので、救いは死んだ後に分かるものだとあまりその内容を重視していなかった一般教会での反響は少なくなかった。彼らが‘あなたはいま死んでも天国に行けますか?‘と言う質問と合わせてある反面、キリスト教会が信仰を深める機会を与えたとも言える。
- 2014年4月にセウォル号沈没事故が起こり、韓国基督教総連合会（CCK）に加盟する59教団の連名で、同船のオーナー兪炳彦に対する告発がなされた[4][5]。
- キリスト教福音浸礼会は、キリスト教韓国浸礼会と関係がない。